# Chalezeule
Chalezeule est une commune française située dans le département du Doubs, la région culturelle et historique de Franche-Comté et la région administrative Bourgogne-Franche-Comté. Membre de la communauté urbaine Grand Besançon Métropole et distante de quatre kilomètres du centre-ville de Besançon, elle comptait 1 326 habitants nommés Chalezeulois et Chalezeuloises en 2022.

## Géographie

### Localisation

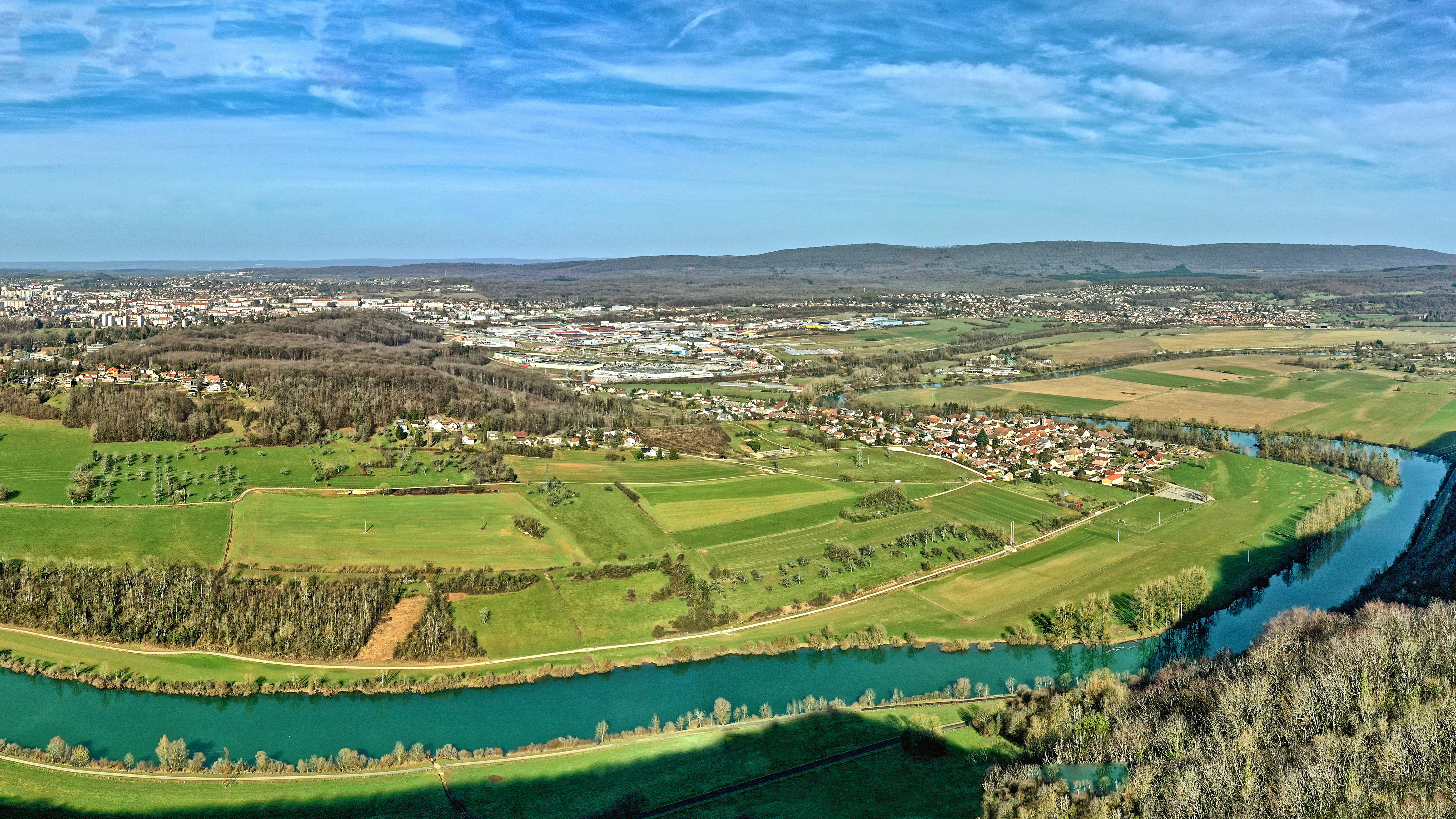
Vue générale du village depuis la colline de Montfaucon.

Le village est situé dans la partie concave d'un méandre du Doubs, avec Besançon à l'ouest, Chalèze à l'est, Montfaucon au sud et Thise au nord. La colline de Bregille est partagée entre Besançon et Chalezeule.

### Hydrographie
Le Doubs, le Canal du Rhône au Rhin, le Ruisseau de Trébignon sont les principaux cours d'eau traversant la commune.

### Voies de communication et transports
La commune de Chalezeule est desservie par le tramway de Besançon, la ligne de  TRAM 1  va effectivement de la zone commerciale des Marnières aux Hauts-du-Chazal à l'Ouest de Besançon. Les lignes de  BUS 25  72  desservent également la commune.

### Climat
Pour des articles plus généraux, voir Climat de la Bourgogne-Franche-Comté et Climat du Doubs.
En 2010, le climat de la commune est de type climat de montagne, selon une étude du Centre national de la recherche scientifique s'appuyant sur une série de données couvrant la période 1971-2000. En 2020, Météo-France publie une typologie des climats de la France métropolitaine dans laquelle la commune est exposée à un climat semi-continental et est dans la région climatique  Jura, caractérisée par une forte pluviométrie en toutes saisons (1 000 à 1 500 mm/an), des hivers rigoureux et un ensoleillement médiocre. 
Pour la période 1971-2000, la température annuelle moyenne est de 11 °C, avec une amplitude thermique annuelle de 17,6 °C. Le cumul annuel moyen de précipitations est de 1 188 mm, avec 13,1 jours de précipitations en janvier et 9,6 jours en juillet. Pour la période 1991-2020, la température moyenne annuelle observée sur la station météorologique de Météo-France la plus proche, « Besançon », sur la commune de Besançon à 4 km à vol d'oiseau, est de 11,4 °C et le cumul annuel moyen de précipitations est de 1 157,0 mm. 
La température maximale relevée sur cette station est de 40,3 °C, atteinte le 28 juillet 1921 ; la température minimale est de −20,7 °C, atteinte le 9 janvier 1985,,. 
Les paramètres climatiques de la commune ont été estimés pour le milieu du siècle (2041-2070) selon différents scénarios d'émission de gaz à effet de serre à partir des nouvelles projections climatiques de référence DRIAS-2020. Ils sont consultables sur un site dédié publié par Météo-France en novembre 2022.

## Urbanisme

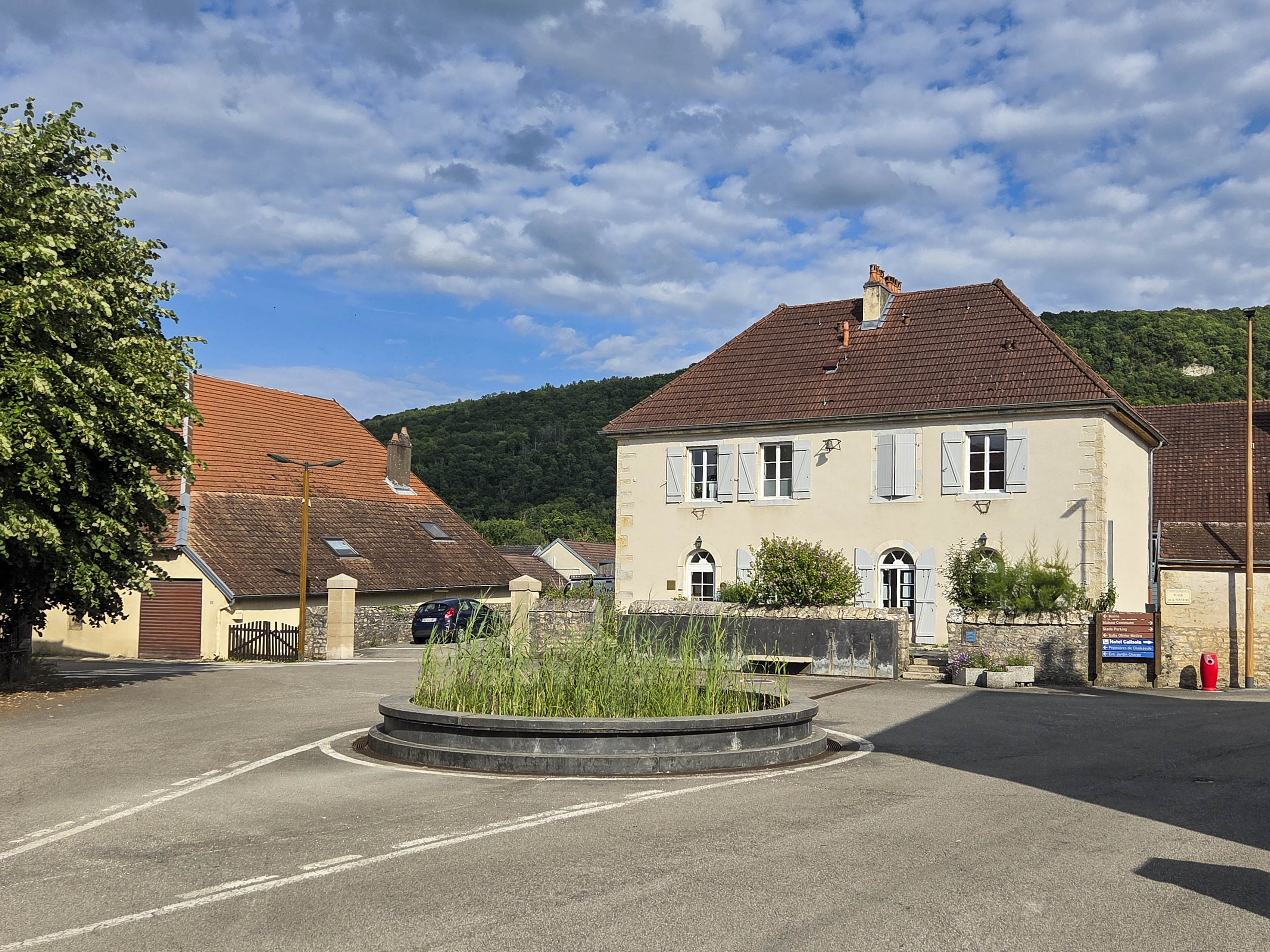
La place de la Fontaine.

### Typologie
Au 1er janvier 2024, Chalezeule est catégorisée ceinture urbaine, selon la nouvelle grille communale de densité à 7 niveaux définie par l'Insee en 2022.
Elle appartient à l'unité urbaine de Besançon, une agglomération intra-départementale dont elle est une commune de la banlieue,. Par ailleurs la commune fait partie de l'aire d'attraction de Besançon, dont elle est une commune de la couronne,. Cette aire, qui regroupe 310 communes, est catégorisée dans les aires de 200 000 à moins de 700 000 habitants,.

### Occupation des sols
L'occupation des sols de la commune, telle qu'elle ressort de la base de données européenne d’occupation biophysique des sols Corine Land Cover (CLC), est marquée par l'importance des territoires artificialisés (42,1 % en 2018), en augmentation par rapport à 1990 (29 %). La répartition détaillée en 2018 est la suivante : 
zones agricoles hétérogènes (26,1 %), forêts (25,9 %), zones industrielles ou commerciales et réseaux de communication (21,9 %), zones urbanisées (20,1 %), eaux continentales (5,4 %), terres arables (0,4 %). L'évolution de l’occupation des sols de la commune et de ses infrastructures peut être observée sur les différentes représentations cartographiques du territoire : la carte de Cassini (XVIIIe siècle), la carte d'état-major (1820-1866) et les cartes ou photos aériennes de l'IGN pour la période actuelle (1950 à aujourd'hui).

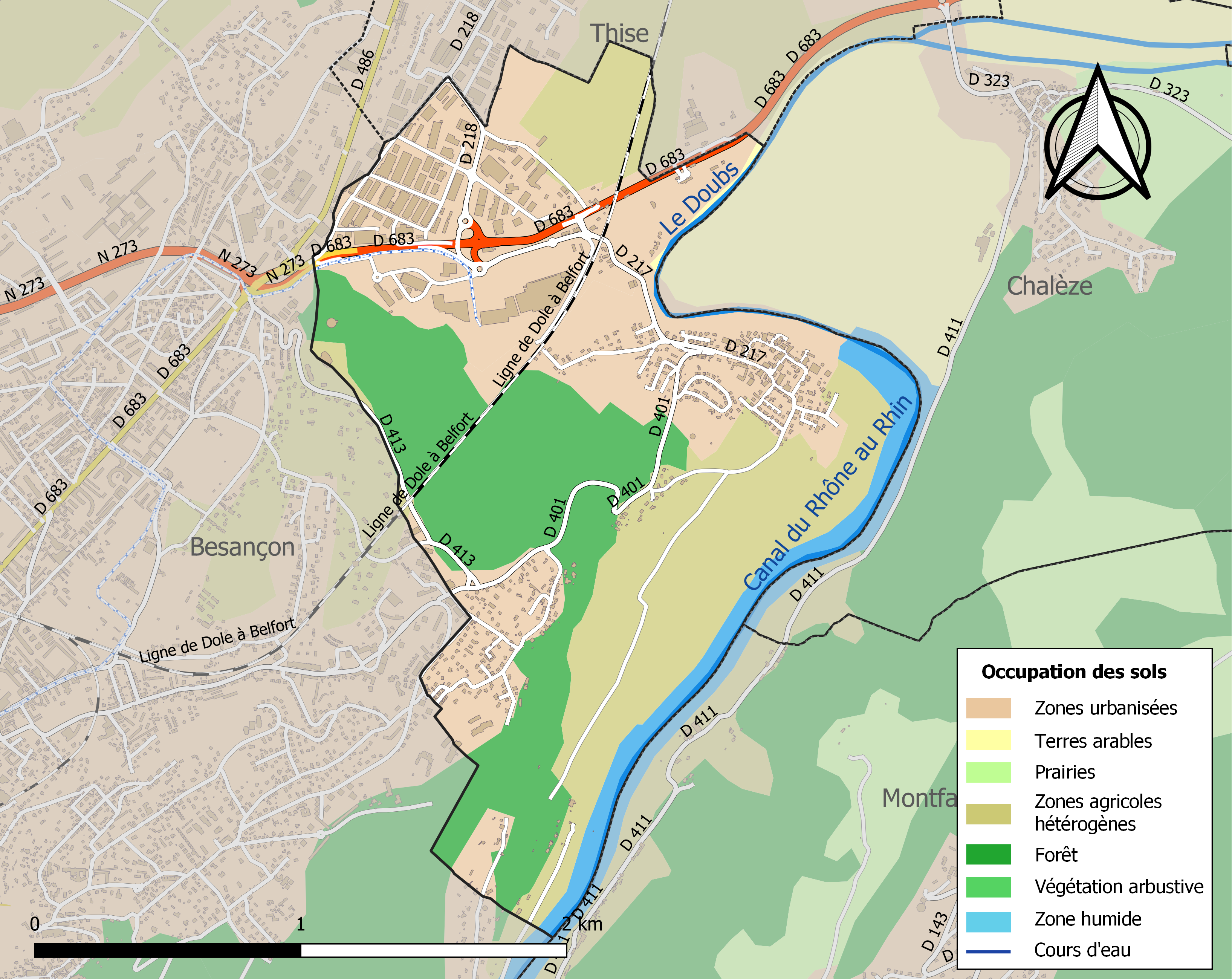
Carte des infrastructures et de l'occupation des sols de la commune en 2018 (CLC).

## Toponymie
Le nom de Chalezeule vient très probablement de la chaux, qui jadis était la ressource essentielle du village.
Calisola au XIIe siècle ; Calisiola en 1147 ; Calesola en 1154 ; Chalesueles en 1252 ; Chalesuiles, Chalisieule en 1256 ; Chalesoles en 1258 ; Chalesuelles en 1275, 1281 ; Chasaulz en 1291 ; Chalezeulles en 1584 ; Chalezeule depuis 1698.
L'association locale, qui met en valeur l'ancienne production de chaux du village, s'est baptisée Calisola.

## Histoire
L'essentiel de l'activité du village était la création de chaux hydraulique (du XVIe siècle au XXe siècle) dont on peut encore admirer les vestiges des fours à chaux. Le village connaît un essor sans précédent, dû cette fois-ci à sa zone d'aménagement concertée, la ZAC des Marnières.

## Politique et administration

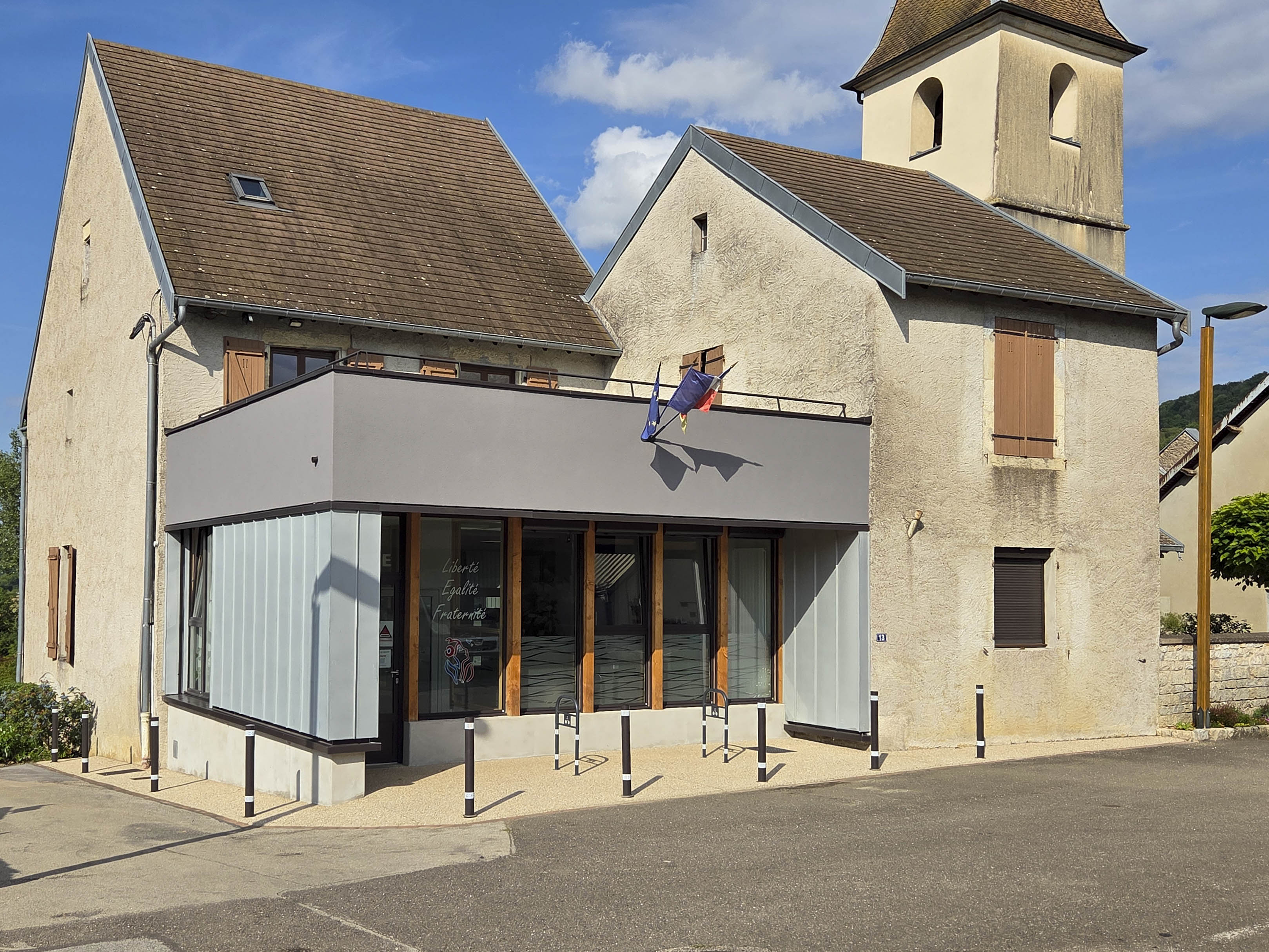
La mairie.

| Période                                  | Période                     | Identité                                               | Étiquette | Qualité               |
| ---------------------------------------- | --------------------------- | ------------------------------------------------------ | --------- | --------------------- |
| 1967                                     | 1995                        | André Martin                                           |           |                       |
| 1995                                     |                             | Raymond Reyle                                          |           |                       |
| mars 2014                                | En cours (au 1er juin 2020) | Christian Magnin-Feysot Réélu pour le mandat 2020-2026 | SE        | Professeur des écoles |
| Les données manquantes sont à compléter. |                             |                                                        |           |                       |

## Démographie
L'évolution du nombre d'habitants est connue à travers les recensements de la population effectués dans la commune depuis 1793. Pour les communes de moins de 10 000 habitants, une enquête de recensement portant sur toute la population est réalisée tous les cinq ans, les populations de référence des années intermédiaires étant quant à elles estimées par interpolation ou extrapolation. Pour la commune, le premier recensement exhaustif entrant dans le cadre du nouveau dispositif a été réalisé en 2005.

En 2022, la commune comptait 1 326 habitants, en évolution de +2,71 % par rapport à 2016 (Doubs : +1,88 %, France hors Mayotte : +2,11 %).
| 1793 | 1800 | 1806 | 1821 | 1831 | 1836 | 1841 | 1846 | 1851 |
| ---- | ---- | ---- | ---- | ---- | ---- | ---- | ---- | ---- |
| 166  | 193  | 187  | 190  | 240  | 249  | 242  | 239  | 226  |

| 1856 | 1861 | 1866 | 1872 | 1876 | 1881 | 1886 | 1891 | 1896 |
| ---- | ---- | ---- | ---- | ---- | ---- | ---- | ---- | ---- |
| 190  | 194  | 241  | 209  | 225  | 240  | 236  | 265  | 248  |

| 1901 | 1906 | 1911 | 1921 | 1926 | 1931 | 1936 | 1946 | 1954 |
| ---- | ---- | ---- | ---- | ---- | ---- | ---- | ---- | ---- |
| 263  | 277  | 291  | 252  | 292  | 359  | 397  | 393  | 445  |

| 1962 | 1968 | 1975 | 1982 | 1990 | 1999 | 2005  | 2006  | 2010  |
| ---- | ---- | ---- | ---- | ---- | ---- | ----- | ----- | ----- |
| 529  | 699  | 764  | 812  | 944  | 952  | 1 054 | 1 061 | 1 234 |

| 2015  | 2020  | 2022  | - | - | - | - | - | - |
| ----- | ----- | ----- | - | - | - | - | - | - |
| 1 281 | 1 323 | 1 326 | - | - | - | - | - | - |

## Culture locale et patrimoine

### Lieux et monuments
- Les fours à chaux, datant de 1864, construits par Pierre Bertin. Ils étaient utilisés pour produire de la chaux hydraulique, et ont essentiellement servi à la construction des quais Napoléon (de Strasbourg) et Veil-Picard de Besançon.
- Le château de la Juive, manoir de la fin du XVIIIe siècle inscrit en 2002 à l'inventaire des monuments historiques.
- L'église Saint-Bénigne.
- Trois points de vue ainsi que de plusieurs sentiers pédestres et pistes cyclables.
- Un minigolf.
- Un camping.
- La piscine en plein air de Besançon-Chalezeule.
- Le fort Benoît, construit entre 1877 et 1880 pour défendre Besançon après la défaite de 1871. Une très faible partie du fort se situe sur Besançon, mais cette commune est propriétaire de la totalité. Le fort est mis à disposition d'une société de tir.

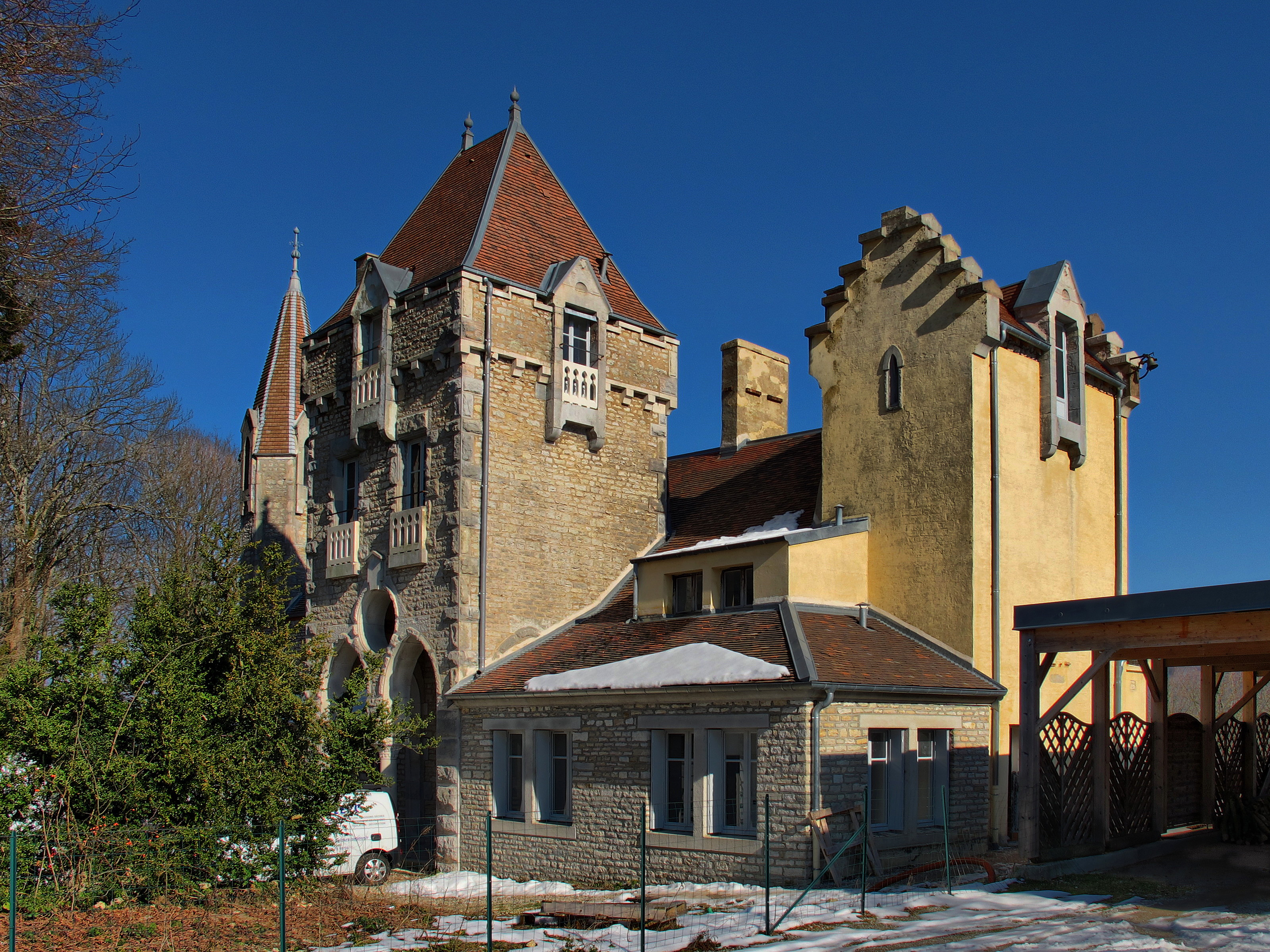
Le château de la Juive.
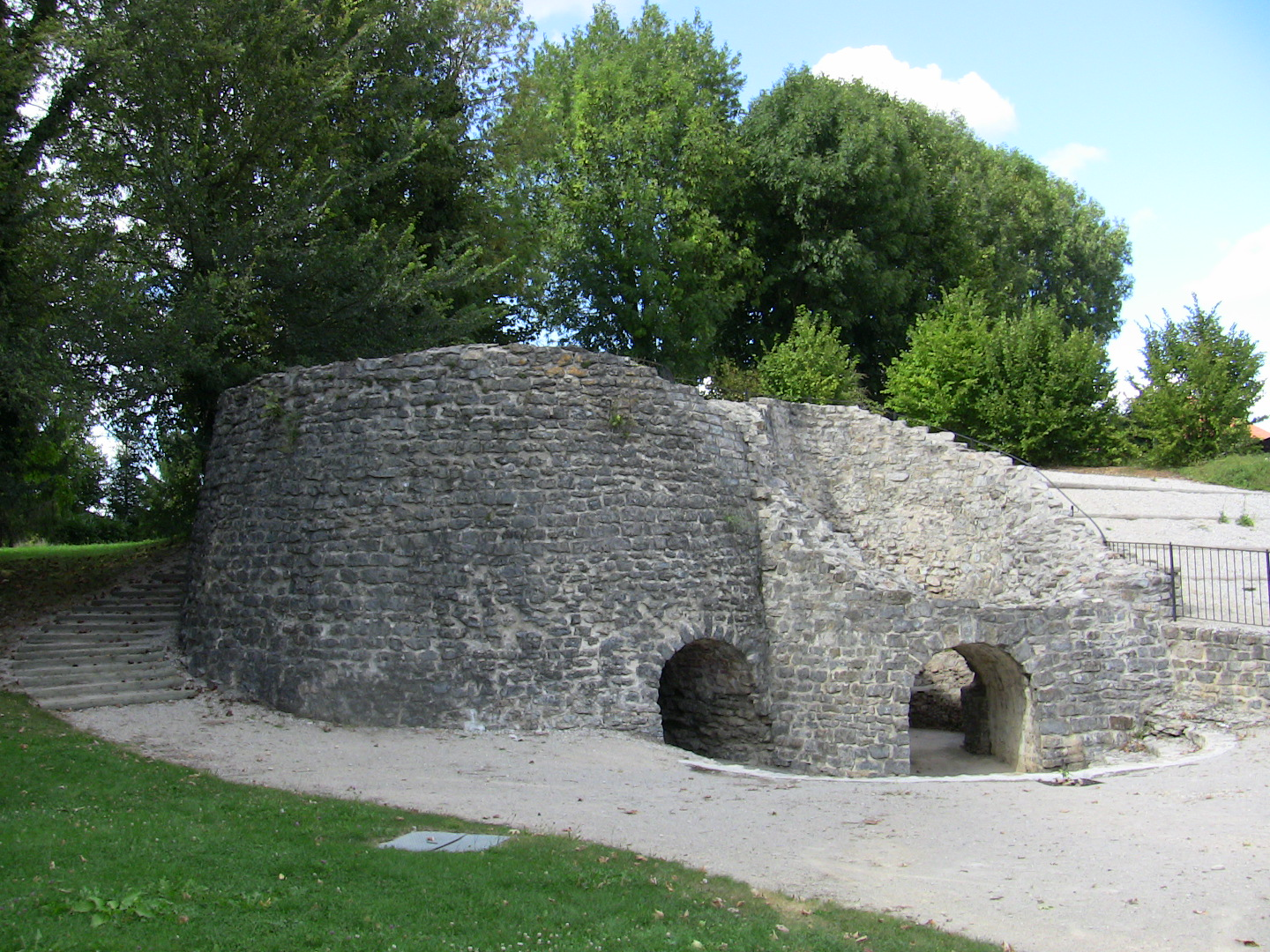
Les fours à chaux de Chalezeule.
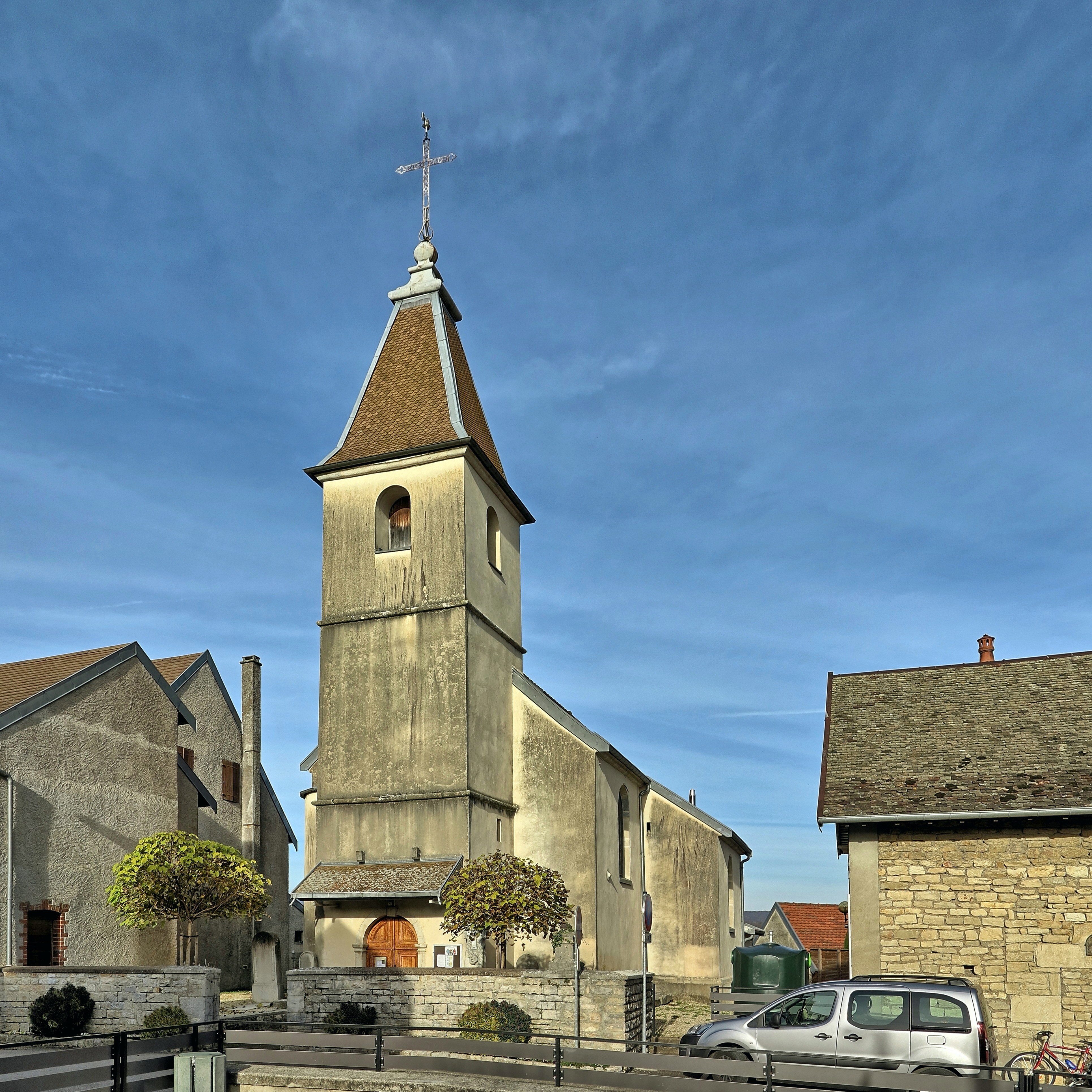
L'église Saint-Bénigne.

### Événements
- Le carnaval de Chalezeule (mois de mars).
- Le « bike and run », une course alternant cyclisme et course à pied (mois d'octobre).

### Héraldique
| Blason de Chalezeule | Blason  | De gueules à deux bars adossés d'or.             |
| Blason de Chalezeule | Détails | Le statut officiel du blason reste à déterminer. |